# Seznam zápasů nigerijské fotbalové reprezentace na MS
Nigerijská fotbalová reprezentace byla celkem 5x na mistrovstvích světa ve fotbale a to v letech 1994, 1998, 2002, 2010, 2014, 2018.
- Aktualizace po MS 2018 - Počet utkání - 18 - Vítězství - 6x - Remízy - 3x - Prohry - 12x

| Číslo | Soupeř              | Výsledek   | MS      | Fáze turnaje       | Góly Nigérie                                      |
| ----- | ------------------- | ---------- | ------- | ------------------ | ------------------------------------------------- |
| 1.    | Bulharsko           | 3 – 0      | MS 1994 | základní skupina D | Rashidi Yekini, Daniel Amokachi, Emmanuel Amuneke |
| 2.    | Argentina           | 1 – 2      | MS 1994 | základní skupina D | Samson Siasia                                     |
| 3.    | Řecko               | 2 – 0      | MS 1994 | základní skupina D | Finidi George, Daniel Amokachi                    |
| 4.    | Itálie              | 1 – 2 (PP) | MS 1994 | osmifinále         | Emmanuel Amuneke                                  |
| 5.    | Španělsko           | 3 – 2      | MS 1998 | základní skupina D | Mutiu Adepoju, Garba Lawal, Sunday Oliseh         |
| 6.    | Bulharsko           | 1 – 0      | MS 1998 | základní skupina D | Victor Ikpeba                                     |
| 7.    | Paraguay            | 1 – 3      | MS 1998 | základní skupina D | Wilson Oruma                                      |
| 8.    | Dánsko              | 1 – 4      | MS 1998 | osmifinále         | Tijjani Babangida                                 |
| 9.    | Argentina           | 0 – 1      | MS 2002 | základní skupina F | Ne                                                |
| 10.   | Švédsko             | 1 – 2      | MS 2002 | základní skupina F | Julius Aghahowa                                   |
| 11.   | Anglie              | 0 – 0      | MS 2002 | základní skupina F | Ne                                                |
| 12.   | Argentina           | 0 – 1      | MS 2010 | základní skupina B | Ne                                                |
| 13.   | Řecko               | 1 – 2      | MS 2010 | základní skupina B | Kalu Uche                                         |
| 14.   | Jižní Korea         | 2 – 2      | MS 2010 | základní skupina B | Kalu Uche, Yakubu Aiyegbeni (penalta)             |
| 15.   | Írán                | 0 – 0      | MS 2014 | základní skupina F | Ne                                                |
| 16.   | Bosna a Hercegovina | 1 – 0      | MS 2014 | základní skupina F | Peter Odemwingie                                  |
| 17.   | Argentina           | 2 – 3      | MS 2014 | základní skupina F | Ahmed Musa (2)                                    |
| 18.   | Francie             | 0 – 2      | MS 2014 | osmifinále         | Ne                                                |
| 19.   | Chorvatsko          | 0 – 2      | MS 2018 | základní skupina D | Ne                                                |
| 20.   | Island              | 2 – 0      | MS 2018 | základní skupina D | 2x Ahmed Musa                                     |
| 21.   | Argentina           | 1 – 2      | MS 2018 | základní skupina D | Victor Moses                                      |